# Måløybrua
Die Måløybrua (Måløybrücke) ist eine 1224 m lange, als Auslegerbrücke mit insgesamt 32 Stützpfeilern gebaute Straßenbrücke in der Kommune Kinn in der norwegischen Fylke (Provinz) Vestland.

## Die Brücke
Die Måløybrücke ist die siebtlängste Brücke in Norwegen und war nach ihrer Fertigstellung eine Zeitlang die längste. Sie überquert in einer langgezogenen S-Kurve den Måløystraumen, die Enge am Südende des Ulvesunds, der die große Insel Vågsøy vom Festland trennt, kurz bevor der Ulvesund in den Vågsfjord einmündet. Sie trägt die Reichsstraße 15 vom Festland bei dem Dorf Degnepoll im Osten auf die Insel bei der Stadt Måløy im Westen. Die Brücke geht über die kleine im Straumen liegende Insel Moldøen hinweg, an deren Nord- und Südende je ein Leuchtfeuer die auch von den Schiffen der Hurtigruten benutzte Schifffahrtsroute durch die Brücke sichern. Sie hat insgesamt 34 Bögen; die beiden mittleren in der Schiffsfahrrinne haben eine Spannweite von jeweils 125 Metern und eine Lichte Höhe von 42 Metern.

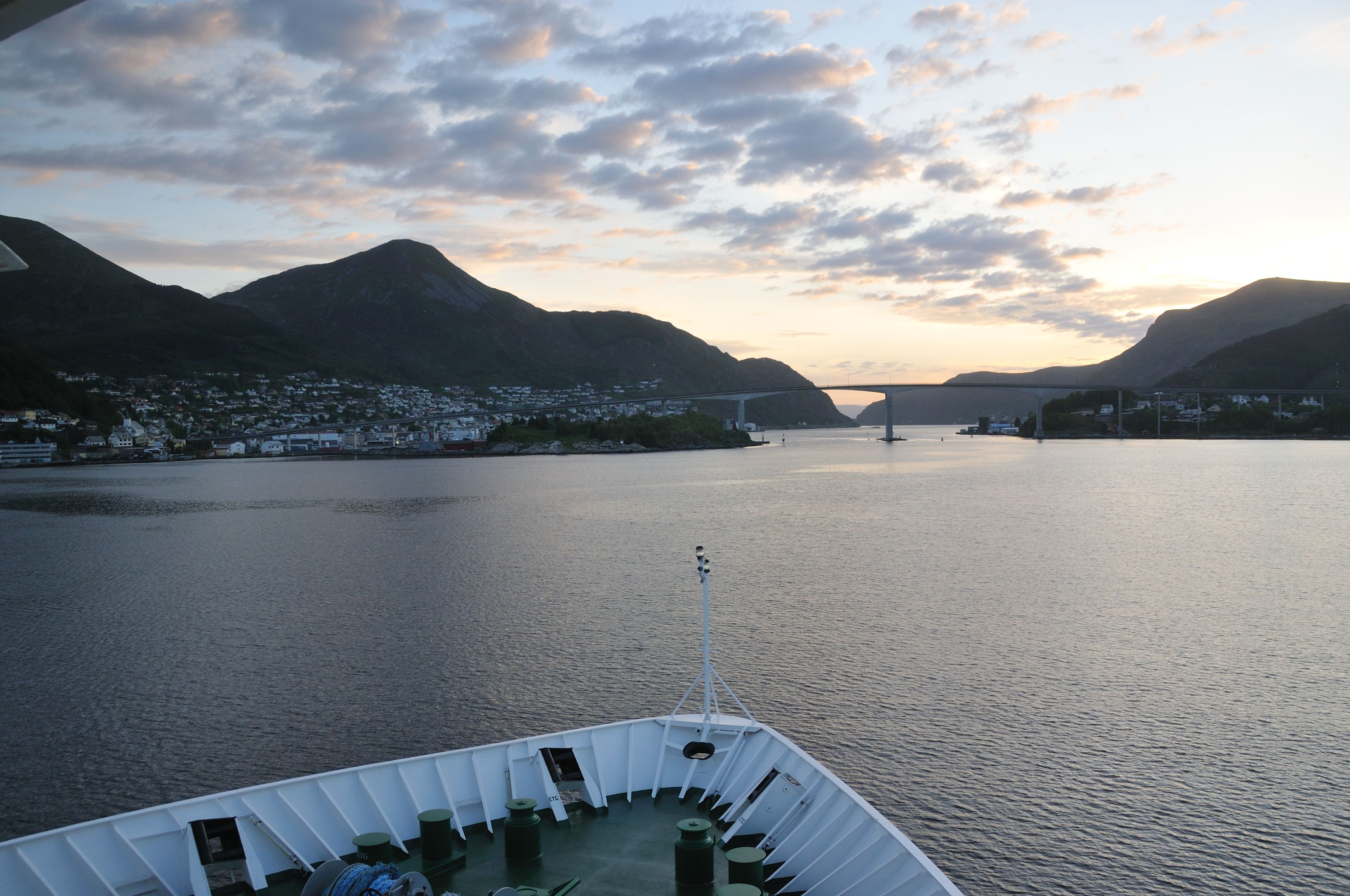
Måløy und die Måløybrua

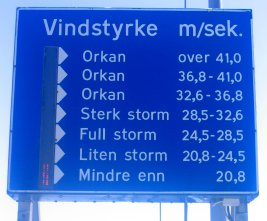
Windstärkeanzeigetafeln

## Geschichte
Der Bau wurde 1971 begonnen und im Dezember 1973 wurde die Brücke für den Verkehr freigegeben. Die offizielle Eröffnung fand am 11. Juni 1974 durch König Olav V. statt, der auf der Staatsyacht Norge von einem Staatsbesuch in Island zurückkehrte und dabei wegen schlechten Wetters einen Tag Verspätung hatte. Der Bau kostete 32 Millionen norwegische Kronen und wurde durch eine von den Brückenbenutzern erhobene Maut finanziert. Die Kosten waren bereits drei Jahre vor dem vorausgeschätzten Termin abbezahlt, die Brücke ist daher seit 1984 mautfrei.

## Windstärkewarnanzeiger
Die Brücke ist so gebaut, dass sie Windstärken von bis zu 75 m/s überstehen kann – mehr als die doppelte Windgeschwindigkeit eines Orkans der Windstärke 12. Da Straßenfahrzeuge jedoch bereits bei wesentlich geringeren Windgeschwindigkeiten auf einer Hochbrücke nicht mehr sicher sind, befinden sich an beiden Enden der Brücke Windstärkeanzeigetafeln zur Warnung, und die Brücke wurde schon öfter aus Sicherheitsgründen gesperrt.

## Kuriosum
Wenn der Wind mit einer bestimmten Stärke aus einer bestimmten Richtung bläst, erklingt die Brücke mit einem „hohen C“.